# كلية اللغات والدراسات الثقافية (بوتان)

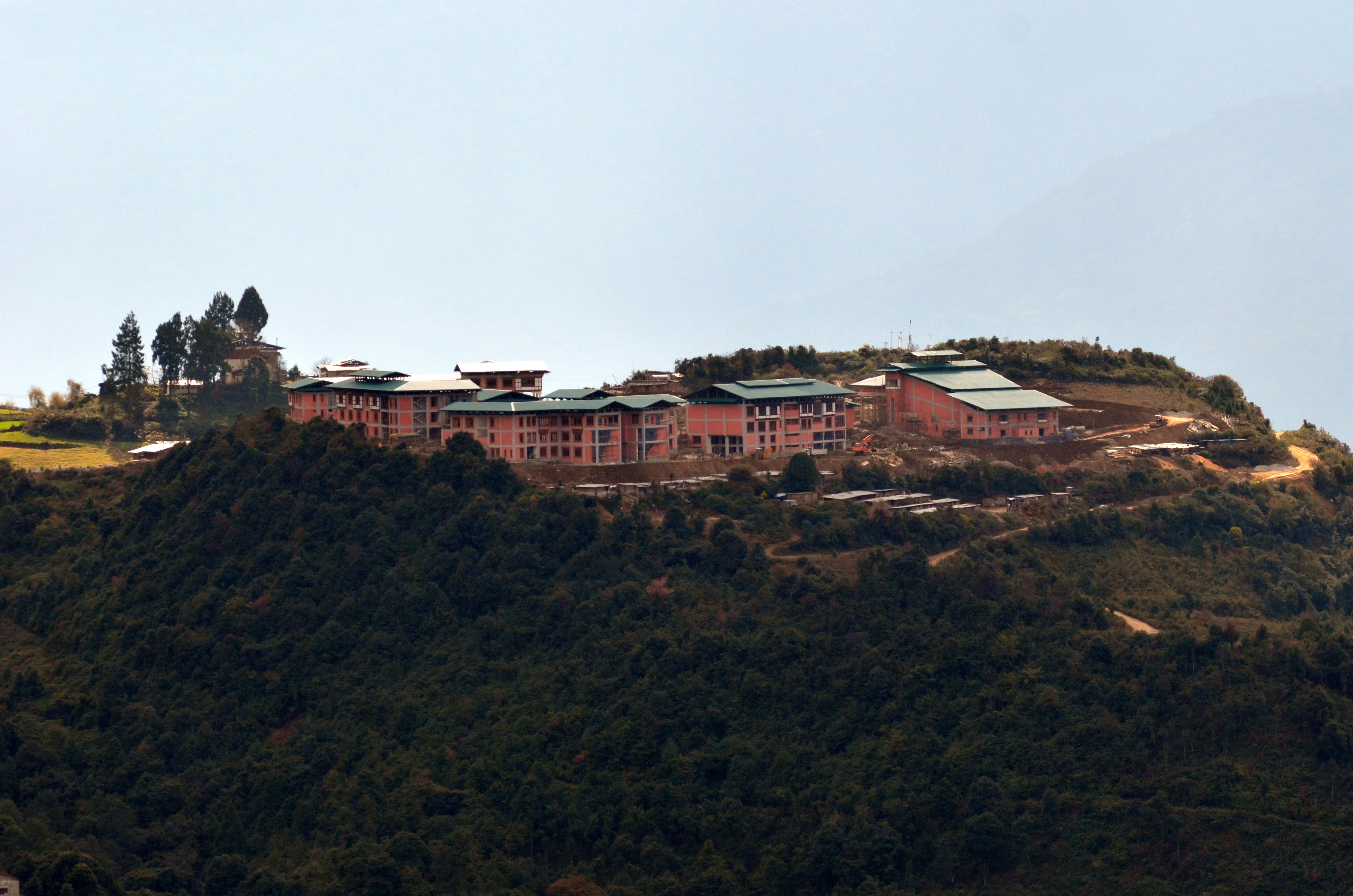
ILCS, Taktse, Bhutan

كلية اللغات والدراسات الثقافية هو جزء من دراسة الجامعة الملكية في البوتان.
وتقع الشركة clce في تاكتسي، ترونغسا، في وسط بوتان.ووجدت عام 1961 كمدرسه شبه رهبانية في وانجديتسي ثم انتقلت لاحقا إلى سيتوكا دزونغ في ثيمو.
أصبحت الآن كلية تمنح درجة كاملة مع التركيز على الفلسفة البوذية واللغات والثقافة البوتانية والدراسات في جبال الهيمالايا والتاريخ والبحث في اللغة والثقافة البوتانية.ويشارك أيضا طلاباً دوليين في دورات كجزء من البرنامج للدراسة خارجًا .ويقدم دورات في شهادة البكالوريس وكذلك على مستوى الماجستير .وتقدم الكلية برامج في درجة البكالوريس في اللغة والأدب (ثنائي اللغة )والدراسات البوتانية والهيمالايا ودبلوم في مهارات اللغة والاتصال .لديها أكثر من ألف طالب وأكثر من ستين عضو هيئة تدريس. تتمثل المهمة الأساسية للكلية في الحفاظ على لغة زونخا وترويجها، وهي اللغة الوطنية لبوتان
.

## الروابط داخلية
ILCS - Bhutan CulturalAtlas